# Germany's Next Topmodel
Germany's Next Topmodel es un reality show de televisión, basado en un concepto que fue introducido por Tyra Banks a través de America's Next Top Model. La competencia está presentada por Heidi Klum, quien además es la juez principal y productora ejecutiva del show..

## Formato del Show
La búsqueda anual de Germany's Next Topmodel tiene entre 10 y 17 episodios y comienza con un total de entre 12 y 25 concursantes. Cada episodio, una concursante es eliminada, aunque pueden existir eliminaciones dobles o triples, o un episodio sin eliminación, de acuerdo a las decisiones del jurado.
Los cambios de imagen son provistos a las concursantes en las primeras instancias de la competencia (usualmente luego de la primera o segunda eliminación).

### Diferencias entreANTMyGNTM
Mientras que en la versión estadounidense el episodio de estreno (a excepción de los Ciclos 1 y 2) comienza con alrededor de treinta semifinalistas y el grupo es reducido a entre diez o catorce finalistas, en Germany's Next Topmodel el episodio de estreno muestra escenas durante el proceso de 100 aspirantes al show (en los Ciclos 1 y 2) y 120 aspirantes (Ciclo 3) respectivamente.
El desafío en el panel frente a los jueces en America's Next Top Model es casi siempre reemplazado por un desfile frente a los jueces en la versión alemana.
En el proceso de eliminación de America's Next Top Model, la presentadora Tyra Banks tiene en sus manos las fotos de las concursantes que siguen en competencia, y en orden de mérito.
El bottwom two (las dos que aún no han sido llamadas) se paran frente a Banks y son juzgadas individualmente. El orden de llamados entonces tiene una gran importancia al determinar quien ha sido la mejor de la semana – en contraste con Germany's Next Topmodel donde el orden de llamados no tiene absolutamente relación con el desempeño de las concursantes. Además, son llamadas una por una mientras las demás esperan en un cuarto detrás de escena. En la versión americana, en este momento todas las concursantes se hallan presentes.
Cinco o seis finalistas viajan a un destino internacional en la versión americana, mientras que en la versión alemana el número de destinos internacionales no se haya predeterminado; en el ciclo 1 hubo dos destinos internacionales, el ciclo 2 lo hizo cuatro veces y el ciclo 3 lo hizo seis veces a seis destinos internacionales distintos. El ciclo 4 se realizó en su totalidad en EUA, a excepción de las audiciones y el episodio final.
En America's Next Top Model las dos finalistas compiten en un desfile, y la ganadora es elegida en el panel de jueces. En Germany's Next Topmodel, las tres finalistas compiten en un desfile y en un photoshoot frente a una audiencia en vivo y en directo en Colonia, Alemania antes de que la ganadora sea revelada. El show final es emitido en vivo por TV. El ciclo 4 fue el primero en ser emitido desde un estadio y no desde un estudio de televisión.
Debido al embarazo Heidi Klum, el comienzo del quinto ciclo fue cancelado y se emitió en marzo de 2010. En lugar del show, un especial llamado Die Model WG mostró la vida de varias concursantes luego del show.

### Jueces
| Nombre            | Temporadas          | Temporadas          | Temporadas          | Temporadas          | Temporadas          | Temporadas          | Temporadas          | Temporadas          | Temporadas          | Temporadas          | Temporadas          | Temporadas          | Temporadas          | Temporadas          | Temporadas          |
| Nombre            | 1                   | 2                   | 3                   | 4                   | 5                   | 6                   | 7                   | 8                   | 9                   | 10                  | 11                  | 12                  | 13                  | 14                  | 15                  |
| Presentadora      | Presentadora        | Presentadora        | Presentadora        | Presentadora        | Presentadora        | Presentadora        | Presentadora        | Presentadora        | Presentadora        | Presentadora        | Presentadora        | Presentadora        | Presentadora        | Presentadora        | Presentadora        |
| ----------------- | ------------------- | ------------------- | ------------------- | ------------------- | ------------------- | ------------------- | ------------------- | ------------------- | ------------------- | ------------------- | ------------------- | ------------------- | ------------------- | ------------------- | ------------------- |
| Heidi Klum        | Juez y Presentadora | Juez y Presentadora | Juez y Presentadora | Juez y Presentadora | Juez y Presentadora | Juez y Presentadora | Juez y Presentadora | Juez y Presentadora | Juez y Presentadora | Juez y Presentadora | Juez y Presentadora | Juez y Presentadora | Juez y Presentadora | Juez y Presentadora | Juez y Presentadora |
| Panel de Jueces   |                     |                     |                     |                     |                     |                     |                     |                     |                     |                     |                     |                     |                     |                     |                     |
| Peyman Amin       | Juez                | Juez                | Juez                | Juez                |                     |                     |                     |                     |                     |                     |                     |                     |                     |                     |                     |
| Bruce Darnell     | Juez                | Juez                |                     |                     |                     |                     |                     |                     |                     |                     |                     |                     |                     |                     |                     |
| Armin Morbach     | Juez                |                     |                     |                     |                     |                     |                     |                     |                     |                     |                     |                     |                     |                     |                     |
| Boris Entrup      |                     | Juez                | Invitado            |                     |                     |                     |                     |                     |                     |                     |                     |                     |                     |                     |                     |
| Rolf Scheider     |                     |                     | Juez                | Juez                |                     |                     |                     |                     |                     |                     |                     |                     |                     |                     |                     |
| Kristian Schuller |                     |                     | Invitado            | Invitado            | Juez                |                     | Invitado            | Invitado            | Invitado            | Recurrente          | Invitado            | Invitado            | Invitado            | Invitado            | Invitado            |
| Qualid "Q" Ladraa |                     |                     |                     |                     | Juez                |                     |                     |                     |                     |                     |                     |                     |                     |                     |                     |
| Thomas Hayo       |                     |                     |                     |                     |                     | Juez                | Juez                | Juez                | Juez                | Juez                | Juez                | Juez                | Juez                | Invitado            | Invitado            |
| Thomas Rath       |                     |                     |                     |                     |                     | Juez                | Juez                | Invitado            |                     |                     |                     |                     |                     |                     |                     |
| Enrique Badulescu |                     |                     |                     |                     |                     |                     | Invitado            | Juez                | Invitado            |                     |                     |                     |                     |                     |                     |
| Wolfgang Joop     |                     |                     |                     |                     |                     |                     |                     |                     | Juez                | Juez                |                     | Invitado            | Invitado            | Invitado            | Invitado            |
| Michael Michalsky |                     |                     |                     |                     |                     |                     |                     |                     |                     |                     | Juez                | Juez                | Juez                | Invitado            |                     |

## Ciclos
| Ciclo | Fecha de estreno      | Ganadora               | Primer finalista           | Otras concursantes en orden de eliminación | Número de concursantes | Destino internacional                                                |
| ----- | --------------------- | ---------------------- | -------------------------- | --- | ---------------------- | -------------------------------------------------------------------- |
| 1     | 25 de enero de 2006   | Lena Gercke            | Yvonne Schröder            | Andrea Lichtenberg, Anne Mühlmeier, Celine Roscheck (abandona), Rahel Krüger, Micaela Schäfer, Luise Mikulla, Charlotte Offeney, Lena Meier, Janina Ordmann, Jennifer Wanderer | 12                     | Nueva York Los Ángeles París Róterdam                                |
| 2     | 1 de marzo de 2007    | Barbara Meier          | Anni Wendler               | Janine Mackenroth, Antje Pötke, Enyerlina Sánchez, Janina-Katharina Küpper, Alla Kosovan, Denise Dahinten, Aneta Tober, Tonia Michaely, Milla Gräfin von Krockow, Anja Platzer, Mandy Graff, Fiona Erdmann, Hana Nitsche | 15                     | St. Moritz París Ciudad del Cabo Bangkok Los Ángeles                 |
| 3     | 28 de febrero de 2008 | Jennifer Hof(abandona) | Janina Schmidt             | Rubina Radwanski, Aisha Grone, Sandra Korte, Aline Tausch, Tainá Santos Silva, Elena Rotter, Katharina Yvonne Harms, Gina-Lisa Lohfink, Bianca Schumacher, Sophia Maus,, Sarah Knappik, Raquel Alvarez, Gisele Oppermann, Wanda Badwal, Carolin Ruppert, Christina Leibold, Anna Vanessa Hegelmaier | 19                     | Barcelona Salzburgo Nueva York Los Ángeles Tel Aviv Sídney/Melbourne |
| 4     | 12 de febrero de 2009 | Sara Nuru              | Ira Meindl                 | Olivia Bermann, Johanna Popp, Daphne Braun, Tessa Bergmeier, Dana Franke, Aline Bauer, Tamara Busch, Stefanie Theissing, Katrina Scharinger, Mandy Bork, Larissa-Antonia Marolt, Sarina Nowak, Maria Beckmann, Jessica Motzkus, Marie Nasemann | 17                     | Los Ángeles Las Vegas Nueva York Singapur                            |
| 5     | 4 de marzo de 2010    | Alisar Ailabouni       | Hanna Bohnekamp            | Aline Kautz (abandona), Lena Kaiser, Petra Roschek, Lara Emsen, Luisa Krüger, Catherine Kropp, Nadine Höcherl, Miriam Höller, Wioleta Psiuk, Jacqueline Kohl, Viktoria Lantratova, Pauline Afaja, Leyla Mert, Louisa Mazzurana, Neele Hehemann,, Laura Weyel | 18                     | Ciudad del Cabo Nueva York Los Ángeles Milán                         |
| 6     | 3 de marzo de 2011    | Jana Beller            | Sihe Jiang                 | Chiara Isabell Breder, Lilia Doubrovina, Valerie Blum (abandona), Concetta Mazza, Ivon Zito, Christien Fleischhauer, Amira Regaieg, Franziska König, Simone Rohrmüller, Tahnee Keller, Natascha Beil, Paulina Kaluza, Florence Lodevic, Isabel Rath, Sarah Jülich, Joana Damek (abandona), Jil Goetz, Marie-Luise Schäfer, Lisa-Marie Könnecke,Rebecca Mir, Anna-Lena Schubert, Aleksandra Nagel, Jana Beller                                           | 25                     | Schladming Londres Los Ángeles Río de Janeiro Bahamas                |
| 7     | 23 de febrero de 2012 | Luisa Hartema          | Kasia Lenhard & Sara Kulka | Isabell Janku, Sabine Snobl, Franziska Poehling, Valerie-Charlotte Frömmrich, Anelia Moor, Michelle-Luise Lafleur, Natalia Kowalczykowska, Maxi Böttcher, Jasmin Abraha, Annabelle Rieß, Melek Civantürk, Shawny Sander, Laura Scharnagl, Inga Bobkow, Lisa Volz, Diana Ovchinnikova (abandona), Evelyn Keck (abandona), Luisa Hartema & Dominique Miller                                                                                               | 22                     | Koh Samuih Nueva York/Los Ángeles Cancún                             |
| 8     | 28 de febrero de 2013 | Lovelyn Enebechi       | Maike van Grieken          | Lisa Giulia Wendt, Michelle Maas, Höpke Voss (abandona)& Bingyang Liu (abandona), Leandra Martin, Sophie Jungblut (abandona), Anna Seebrecht, Jessika Weidner, Janna Wiese, Veronika Marie Weddeling, Jacqueline Thiessen, Leonia Marwitz, Carolin Sünderhauf, Christine Gischler, Marie Czuczman, Anna Marie Damn, Sabrina Elsner, Luise Will | 20                     | Dubái Nueva York/Los Ángeles/Honolulu Madeira                        |
| 9     | 6 de febrero de 2014  | Stefanie Giesinger     | Jolina Fust                | Jill Schmitz & Lisa Seibert, Fata Hasanovic (abandona), Ina Barták (abandona), Laura Haas (abandona) & Pauline Cottin (abandona), Franziska Wimmer, Laura Kristen, Emma Kahlert En competencia: Aminata Sanogo, Anna Lena Wilken, Antonia Balzer, Betty Taube, Ivana Teklic, Jana Heinisch, Jolina Fust, Karlin Obiango, Lisa Gelbrich, Nancy Nagel, Nathalie Volk, Sainabou Sosseh, Samantha Brock, Sarah Weinfurter, Simona Hartl, Stefanie Giesinger | 25                     | Singapur Los Ángeles                                                 |